# Autorità delegata per la sicurezza della Repubblica
L'Autorità delegata per la sicurezza della Repubblica è un organo di direzione politica e di indirizzo della Presidenza del Consiglio dei ministri, nell'ambito delle strutture d'intelligence del Sistema di informazione per la sicurezza.

## Storia
Fu previsto con la Riforma dell'intelligence italiana del 2007, pubblicata in Gazzetta ufficiale il 13 agosto 2007. Nell'ottobre 2007 l'allora capo del governo Romano Prodi delegò il sottosegretario alla Presidenza del Consiglio Enrico Micheli.
Nel 2011 il Presidente del Consiglio Mario Monti inizialmente non delegò, mantenendo le sue prerogative sull'intelligence italiana. Anche il Presidente del Consiglio Giuseppe Conte non nominò un'autorità delegata, mantenendone la responsabilità nelle sue mani per la durata quasi totale dei due governi da lui presieduti.
Nel giugno 2021 il governo Draghi approva la costituzione di una Agenzia per la cybersicurezza nazionale, alle dipendenze del Presidente del Consiglio e dell'Autorità delegata (la delega in materia di cybersecurity viene affidata il 13 settembre 2021).
Nel novembre 2022 il governo Meloni modifica la norma istitutiva, per permettere all’Autorità Delegata di assumere anche altre funzioni governative.

## Descrizione
La legge 3 agosto 2007 n. 124 all'art. 3, ne prevede l'eventuale istituzione, con una nomina da parte del Presidente del consiglio dei ministri, che - come dice la parola stessa - può delegare le sue prerogative in materia a un ministro senza portafoglio o a un sottosegretario di Stato alla Presidenza, il quale - per l'appunto - in questo caso assume la denominazione di Autorità delegata nello specifico ambito normativo e operativo. Viene fatta eccezione per quelle riservate in via esclusiva allo stesso Presidente del Consiglio, dall'art. 1, comma 1, della medesima legge. Fino al novembre 2022 il delegato, durante l'incarico, non poteva esercitare ulteriori funzioni di governo.
L'Autorità delegata fa parte del Comitato interministeriale per la sicurezza della Repubblica (CISR) e del Comitato interministeriale per la cybersicurezza.
Presiede il Collegio di vertice, composto dal Direttore generale del Dipartimento delle informazioni per la sicurezza e dai Direttori dell'AISE (Agenzia informazioni e sicurezza esterna) e dell'AISI (Agenzia informazioni e sicurezza interna). Presiede inoltre il Comitato di Vertice dell'Agenzia per la cybersicurezza nazionale, composto dal Direttore generale e dal Vice Direttore generale dell'agenzia.

## Autorità delegata
| Autorità delegata | Autorità delegata | Autorità delegata | Autorità delegata          | Partito             | Mandato          | Mandato          | Governo       | Leg.  |
| Autorità delegata | Autorità delegata | Autorità delegata | Autorità delegata          | Partito             | Inizio           | Fine             | Governo       | Leg.  |
| ----------------- | ----------------- | ----------------- | -------------------------- | ------------------- | ---------------- | ---------------- | ------------- | ----- |
| 1                 |                   |                   | Enrico Micheli (1938-2011) | La Margherita       | 26 ottobre 2007  | 8 maggio 2008    | Prodi II      | XV    |
| 2                 |                   |                   | Gianni Letta (1935-)       | Indipendente        | 8 maggio 2008    | 16 novembre 2011 | Berlusconi IV | XVI   |
| 3                 |                   |                   | Gianni De Gennaro (1948-)  | Indipendente        | 14 maggio 2012   | 28 aprile 2013   | Monti         | XVI   |
| 4                 |                   |                   | Marco Minniti (1956-)      | Partito Democratico | 17 maggio 2013   | 22 febbraio 2014 | Letta         | XVII  |
| 4                 | 22 febbraio 2014  | 12 dicembre 2016  | Marco Minniti (1956-)      | Partito Democratico | Renzi            |                  |               | XVII  |
| 5                 |                   |                   | Luciano Pizzetti (1959-)   | Partito Democratico | 29 dicembre 2016 | 1º giugno 2018   | Gentiloni     | XVII  |
| 6                 |                   |                   | Pietro Benassi (1954-)     | Indipendente        | 22 gennaio 2021  | 13 febbraio 2021 | Conte II      | XVIII |
| 7                 |                   |                   | Franco Gabrielli (1960-)   | Indipendente        | 1º marzo 2021    | 22 ottobre 2022  | Draghi        | XVIII |
| 8                 |                   |                   | Alfredo Mantovano (1958-)  | Indipendente        | 24 novembre 2022 | in carica        | Meloni        | XIX   |

Nei periodi in cui non vi è Autorità delegata è lo stesso Presidente del Consiglio pro-tempore che mantiene le sue prerogative sull'intelligence italiana.